# Руликувка
Руликувка (пол. Rulikówka; укр. Руликівка) — село в Польщі, у гміні Мірче Грубешівського повіту Люблінського воєводства. Населення — 32 особи (2011).

## Історія
За королівською люстрацією 1589 р. Руликово — село округи Белзу Белзького повіту Белзького воєводства: у володінні Себастіяна Руликовського налічувався 1 загородник.
За даними етнографічної експедиції 1869—1870 років під керівництвом Павла Чубинського, у селі проживали греко-католики, які розмовляли українською мовою.
За переписом 1905 р. у фільварку К. А. Руликовського Руликівка були 271 десятина землі (чорнозем), 1 будинок і 17 мешканців (3 православних і 14 римо-католиків).
У 1915 р. перед наступом німецьких військ російською армією спалені всі будівлі, українці були вивезені вглиб Російської імперії, звідки повертались уже після закінчення війни. Натомість поляків не вивозили.
У 1921 р. у фільварку Руликівка польський перепис нарахував 1 будинок і 40 мешканців (21 православний і 19 римо-католиків).
У 1975—1998 роках село належало до Замойського воєводства.

## Демографія
Демографічна структура станом на 31 березня 2011 року:
|          | Загалом | Допрацездатний вік | Працездатний вік | Постпрацездатний вік |
| -------- | ------- | ------------------ | ---------------- | -------------------- |
| Чоловіки | 20      | 8                  | 9                | 3                    |
| Жінки    | 12      | 2                  | 7                | 3                    |
| Разом    | 32      | 10                 | 16               | 6                    |